# Dalea brachystachya
Dalea brachystachya är en ärtväxtart som beskrevs av Asa Gray. Dalea brachystachya ingår i släktet Dalea, och familjen ärtväxter. Inga underarter finns listade i Catalogue of Life.